# Universidade de Massachusetts Lowell
A Universidade de Massachusetts Lowell (também conhecida como UMass Lowell) é uma universidade pública localizada em Lowell, Massachusetts, e é parte do sistema da Universidade de Massachusetts. Possui mais de 1.100 membros e 17.000 estudantes, tornando-se a maior universidade do Merrimack Valley.